# مسجد النور (الجزائر العاصمة)
مسجد النور هو مسجد قائم في بلدية الجزائر الوسطى بولاية الجزائر. ويؤدي هذا المسجد الجامع دوره تحت إشراف مديرية الشؤون الدينية والأوقاف لولاية الجزائر ووصاية وزارة الشؤون الدينية والأوقاف.

## نبذة تاريخية
الأرضية التي بُنِيَ عليها مسجد النور كانت تابعة لأوقاف مدينة الجزائر خارج أسوار القصبة.
تم الشروع في بناء مسجد النور في سنة 1974م بعد استقلال الجزائر من الاحتلال الفرنسي في 1962م.

## الموقع
يقع مسجد النور غير بعيد عن ميناء الجزائر والطريق الوطني رقم 11 في بلدية الجزائر الوسطى.
وهذا الموقع الرائع في الشريط الساحلي والواجهة البحرية، في إطار مشروع تهيئة خليج الجزائر، يجعل منه موقعا استراتيجيا.
يقع هذا المسجد في وسط مدينة الجزائر العاصمة، ويطل على خليج الجزائر والبحر الأبيض المتوسط.
ويقع هذا الجامع في شمال متيجة.